# Pierre Levée du champ de la Fa
La Pierre-Levée du champ de la Fa est un menhir situé sur le territoire de la commune de La Chapelle-sous-Brancion dans le département français de Saône-et-Loire.

## Historique
Le menhir fait l'objet d'un classement au titre des monuments historiques depuis le 13 juillet 1911. En 1911, Joseph Déchelette le mentionne comme l'un des plus beaux menhirs de France. En comparant diverses photographies prises durant le premier quart du XXe siècle, on peut voir que le menhir s'est peu à peu incliné vers le nord-est. Sa chute intervint en 1942. Il a été redressé le 12 août 1958 à peu près dans sa position d'origine.

## Description
Le menhir a été dressé sur une rupture de pente et domine un vaste espace en pente descendant vers la rivière du Grison voisine. C'est un bloc de grès de 4,50 m de hauteur, un gisement de roche de même nature est visible à environ 250 m à l'est. Le menhir comporte sur la face est une gravure en trident large de 0,43 m et haute de 0,20 m. Le menhir a été christianisé par l'adjonction d'une croix sur son sommet.
Lors du redressement du menhir, un tamisage des déblais issus de la fosse de calage a livré quelques silex et des tessons de céramique noirâtre attribuée au Chalcolithique. Aux alentours du menhir dans un rayon de quelques centaines de mètres divers outils lithiques ont été découverts : une douzaine de haches taillées ou polies et des ébauches, des armatures de flèches et des grattoirs en silex.

## Folklore
Selon une légende, la pierre correspond à la pierre lancée par Jésus depuis les hauteurs du Brancion lors d'un pari fait avec Satan. Le Christ perdit le défi puisque la pierre de Satan alla se ficher à l'endroit où se dresse désormais le château d'Uxelles. Selon une tradition populaire, le menhir était un lieu de pèlerinage car il avait la réputation de guérir divers maux.